# Landry N'Guémo
Joël Landry Tsafack N'Guémo (Yaoundé, 28 novembre 1985 – Obala, 27 giugno 2024) è stato un calciatore camerunese, di ruolo centrocampista.

## Carriera

### Club

#### Nancy
Nato in Camerun, N'Guémo si trasferì giovanissimo in Francia. A 16 anni fu prelevato dal Nancy ottenendo l'anno dopo il baccalauréat, nonostante (come dichiarato nel marzo 2012 dallo stesso N'Guémo a L'Équipe) avesse saltato qualche prova d'esame per poter guardare la nazionale camerunense trionfare nella Coppa d'Africa 2002. Il 20 agosto 2005 esordì in Ligue 1 nel match perso 0-1 contro il Lione. A fine stagione vinse una Coppa di Lega francese.
In breve tempo divenne uno dei pilastri del centrocampo della squadra della Lorena, tanto che nel gennaio 2009 si iniziò a parlare di un suo possibile trasferimento in Premier League, per interessamenti di club come Arsenal, Sunderland ed Everton. Il 31 gennaio 2009 segnò la sua prima rete da professionista, regalando al Nancy una vittoria all'ultimo minuto contro il Le Havre. Il 23 maggio 2009 ripeté il risultato marcando un gol sempre negli ultimi istanti di gioco nella sconfitta per 1-2 contro l'Olympique Marsiglia.

#### Celtic
Il 16 luglio 2009 venne ceduto in prestito con diritto di riscatto al Celtic Glasgow, diventando il secondo acquisto di Tony Mowbray come manager degli scozzesi e vestendo la maglia numero 6 appartenuta a Bobo Baldé. Fece il suo debutto con i nuovi colori in un'amichevole estiva pareggiata 0-0 contro il Cardiff City, venendo premiato in quella circostanza come miglior giocatore in campo. Giocò la sua prima partita ufficiale nella sconfitta per 0-1 nel match d'andata valevole per i preliminari di Champions League contro la Dinamo Mosca. In campionato esordì nell'incontro vinto 3-1 in casa dell'Aberdeen.

#### Ritorno al Nancy
In seguito a 35 apparizioni con la maglia del Celtic, dopo una sola stagione, il club scozzese decise di non rinnovare il contratto al centrocampista camerunense che tornò così al Nancy. Disputò la stagione 2010-2011 da titolare, collezionando 33 gettoni e marcando due reti.

#### Bordeaux
Il 4 luglio 2011 N'Guémo firmò un contratto triennale col Bordeaux, di cui fu uno dei protagonisti del quinto posto finale al termine della Ligue 1 2011-2012. Il 3 ottobre 2013, durante l'incontro di Europa League contro il Maccabi Tel Aviv, il centrocampista fu vittima di un lieve attacco cardiaco, tanto da venire sostituito immediatamente e portato in ospedale. In seguito ad ulteriori accertamenti, non venne tuttavia riscontrato niente di preoccupante e il calciatore poté così nuovamente scendere in campo da gioco due settimane dopo nel match di Ligue 1 contro il Lione.

#### Saint-Étienne
Nel corso della sessione di calciomercato invernale del 2015, N'Guémo sottoscrisse un contratto di sei mesi col Saint-Étienne. Terminò il campionato con 14 presenze e una rete, con i verts che si piazzarono quinti in Ligue 1.

#### In Turchia e ritiro
Rimasto svincolato, il 29 agosto 2015 si trasferì all'Akhisar Belediyespor, compagine di Süper Lig turca, con cui firmò un contratto fino al 2018. Dopo un anno e mezzo, nel gennaio 2017 si aggregò al Kayserispor, sempre in prima divisione turca. In seguito passò quasi due anni di inattività, prima di concludere la carriera da calciatore nel 2019 in Norvegia, al Kongsvinger. Morì in un incidente stradale ad Obala il 27 giugno 2024 all'età di 38 anni.

### Nazionale
Iniziò a giocare per il Camerun nel 2006 venendo convocato per la Coppa d'Africa 2008, dove fu sconfitto in finale dall'Egitto. Nel 2010 partecipò ad un'altra Coppa d'Africa, in cui il Camerun fu eliminato agli ottavi sempre dall'Egitto, e al Mondiale sudafricano dove i Leoni indomabili non superarono la fase a gironi. Venne convocato poi per la Coppa del Mondo 2014, in cui il Camerun fu ancora eliminato al primo turno.

## Statistiche

### Cronologia presenze e reti in nazionale
| Cronologia completa delle presenze e delle reti in nazionale ― Camerun | Cronologia completa delle presenze e delle reti in nazionale ― Camerun | Cronologia completa delle presenze e delle reti in nazionale ― Camerun | Cronologia completa delle presenze e delle reti in nazionale ― Camerun | Cronologia completa delle presenze e delle reti in nazionale ― Camerun | Cronologia completa delle presenze e delle reti in nazionale ― Camerun | Cronologia completa delle presenze e delle reti in nazionale ― Camerun | Cronologia completa delle presenze e delle reti in nazionale ― Camerun |
| Data                                                                   | Città                                                                  | In casa                                                                | Risultato                                                              | Ospiti                                                                 | Competizione                                                           | Reti                                                                   | Note                                                                   |
| ---------------------------------------------------------------------- | ---------------------------------------------------------------------- | ---------------------------------------------------------------------- | ---------------------------------------------------------------------- | ---------------------------------------------------------------------- | ---------------------------------------------------------------------- | ---------------------------------------------------------------------- | ---------------------------------------------------------------------- |
| 3-9-2006                                                               | Kigali                                                                 | Ruanda                                                                 | 0 – 3                                                                  | Camerun                                                                | Qual. Coppa d'Africa 2008                                              | 1                                                                      |                                                                        |
| 7-10-2006                                                              | Yaoundé                                                                | Camerun                                                                | 3 – 0                                                                  | Guinea Equatoriale                                                     | Qual. Coppa d'Africa 2008                                              | -                                                                      | 89’                                                                    |
| 7-2-2007                                                               | Lomé                                                                   | Togo                                                                   | 2 – 2                                                                  | Camerun                                                                | Amichevole                                                             | -                                                                      |                                                                        |
| 24-3-2007                                                              | Yaoundé                                                                | Camerun                                                                | 3 – 1                                                                  | Liberia                                                                | Qual. Coppa d'Africa 2008                                              | -                                                                      | 51’                                                                    |
| 3-6-2007                                                               | Monrovia                                                               | Liberia                                                                | 1 – 2                                                                  | Camerun                                                                | Qual. Coppa d'Africa 2008                                              | -                                                                      | 83’                                                                    |
| 17-6-2007                                                              | Garoua                                                                 | Camerun                                                                | 2 – 1                                                                  | Ruanda                                                                 | Qual. Coppa d'Africa 2008                                              | -                                                                      | 75’                                                                    |
| 22-8-2007                                                              | Ōita                                                                   | Giappone                                                               | 2 – 0                                                                  | Camerun                                                                | Amichevole                                                             | -                                                                      | 63’                                                                    |
| 9-9-2007                                                               | Malabo                                                                 | Guinea Equatoriale                                                     | 1 – 0                                                                  | Camerun                                                                | Qual. Coppa d'Africa 2008                                              | -                                                                      | 62’                                                                    |
| 22-1-2008                                                              | Kumasi                                                                 | Camerun                                                                | 2 – 4                                                                  | Egitto                                                                 | Coppa d'Africa 2008 - 1º turno                                         | -                                                                      | 46’                                                                    |
| 12-8-2009                                                              | Klagenfurt am Wörthersee                                               | Austria                                                                | 0 – 2                                                                  | Camerun                                                                | Amichevole                                                             | -                                                                      | 46’                                                                    |
| 9-9-2009                                                               | Yaoundé                                                                | Camerun                                                                | 2 – 1                                                                  | Gabon                                                                  | Qual. Mondiali 2010                                                    | -                                                                      |                                                                        |
| 10-10-2009                                                             | Yaoundé                                                                | Camerun                                                                | 3 – 0                                                                  | Togo                                                                   | Qual. Mondiali 2010                                                    | -                                                                      | 70’                                                                    |
| 14-10-2009                                                             | Olhão                                                                  | Angola                                                                 | 0 – 0                                                                  | Camerun                                                                | Amichevole                                                             | -                                                                      | 46’                                                                    |
| 14-11-2009                                                             | Fes                                                                    | Marocco                                                                | 0 – 2                                                                  | Camerun                                                                | Qual. Mondiali 2010                                                    | -                                                                      | 50’ 78’                                                                |
| 9-1-2010                                                               | Nairobi                                                                | Kenya                                                                  | 1 – 3                                                                  | Camerun                                                                | Amichevole                                                             | -                                                                      | Uscita                                                                 |
| 13-1-2010                                                              | Lubango                                                                | Camerun                                                                | 0 – 1                                                                  | Gabon                                                                  | Coppa d'Africa 2010 - 1º turno                                         | -                                                                      | 46’                                                                    |
| 21-1-2010                                                              | Lubango                                                                | Camerun                                                                | 2 – 2                                                                  | Tunisia                                                                | Coppa d'Africa 2010 - 1º turno                                         | 1                                                                      | 90’                                                                    |
| 25-5-2010                                                              | Lienz                                                                  | Georgia                                                                | 0 – 0                                                                  | Camerun                                                                | Amichevole                                                             | -                                                                      | 46’                                                                    |
| 1-6-2010                                                               | Covilhã                                                                | Portogallo                                                             | 3 – 1                                                                  | Camerun                                                                | Amichevole                                                             | -                                                                      | 62’                                                                    |
| 5-6-2010                                                               | Belgrado                                                               | Serbia                                                                 | 4 – 3                                                                  | Camerun                                                                | Amichevole                                                             | -                                                                      |                                                                        |
| 24-6-2010                                                              | Città del Capo                                                         | Paesi Bassi                                                            | 2 – 1                                                                  | Camerun                                                                | Mondiali 2010 - 1º turno                                               | -                                                                      |                                                                        |
| 9-2-2011                                                               | Skopje                                                                 | Macedonia                                                              | 0 – 1                                                                  | Camerun                                                                | Amichevole                                                             | -                                                                      | 78’                                                                    |
| 26-3-2011                                                              | Dakar                                                                  | Senegal                                                                | 1 – 0                                                                  | Camerun                                                                | Qual. Coppa d'Africa 2012                                              | -                                                                      | 73’ 87’                                                                |
| 4-6-2011                                                               | Garoua                                                                 | Camerun                                                                | 0 – 0                                                                  | Senegal                                                                | Qual. Coppa d'Africa 2012                                              | -                                                                      | 71’                                                                    |
| 7-6-2011                                                               | Salisburgo                                                             | Russia                                                                 | 0 – 0                                                                  | Camerun                                                                | Amichevole                                                             | -                                                                      | 60’                                                                    |
| 3-9-2011                                                               | Yaoundé                                                                | Camerun                                                                | 5 – 0                                                                  | Mauritius                                                              | Qual. Coppa d'Africa 2012                                              | 1                                                                      | 65’                                                                    |
| 7-10-2011                                                              | Kinshasa                                                               | RD del Congo                                                           | 2 – 3                                                                  | Camerun                                                                | Qual. Coppa d'Africa 2012                                              | -                                                                      |                                                                        |
| 11-10-2011                                                             | Malabo                                                                 | Guinea Equatoriale                                                     | 1 – 1                                                                  | Camerun                                                                | Amichevole                                                             | -                                                                      | 46’                                                                    |
| 11-11-2011                                                             | Marrakech                                                              | Camerun                                                                | 3 – 1                                                                  | Sudan                                                                  | LG Cup 2011 (Marocco)                                                  | -                                                                      | 50’ 76’                                                                |
| 13-11-2011                                                             | Marrakech                                                              | Marocco                                                                | 1 – 1 (2 – 4 dtr)                                                      | Camerun                                                                | LG Cup 2011 (Marocco)                                                  | -                                                                      |                                                                        |
| 29-2-2012                                                              | Bissau                                                                 | Guinea-Bissau                                                          | 0 – 1                                                                  | Camerun                                                                | Qual. Coppa d'Africa 2013                                              | -                                                                      |                                                                        |
| 2-6-2012                                                               | Yaoundé                                                                | Camerun                                                                | 1 – 0                                                                  | RD del Congo                                                           | Qual. Mondiali 2014                                                    | -                                                                      | 84’                                                                    |
| 10-6-2012                                                              | Sfax                                                                   | Libia                                                                  | 2 – 1                                                                  | Camerun                                                                | Qual. Mondiali 2014                                                    | -                                                                      | 43’                                                                    |
| 16-6-2012                                                              | Yaoundé                                                                | Camerun                                                                | 1 – 0                                                                  | Guinea-Bissau                                                          | Qual. Coppa d'Africa 2013                                              | -                                                                      |                                                                        |
| 8-9-2012                                                               | Praia                                                                  | Capo Verde                                                             | 2 – 0                                                                  | Camerun                                                                | Qual. Coppa d'Africa 2013                                              | -                                                                      |                                                                        |
| 8-9-2013                                                               | Yaoundé                                                                | Camerun                                                                | 1 – 0                                                                  | Libia                                                                  | Qual. Mondiali 2014                                                    | -                                                                      | 87’                                                                    |
| 17-11-2013                                                             | Yaoundé                                                                | Camerun                                                                | 4 – 1                                                                  | Tunisia                                                                | Qual. Mondiali 2014                                                    | -                                                                      | 83’                                                                    |
| 26-5-2014                                                              | Kufstein                                                               | Macedonia                                                              | 0 – 2                                                                  | Camerun                                                                | Amichevole                                                             | -                                                                      | 74’                                                                    |
| 1-6-2014                                                               | Mönchengladbach                                                        | Germania                                                               | 2 – 2                                                                  | Camerun                                                                | Amichevole                                                             | -                                                                      | 46’                                                                    |
| 7-6-2014                                                               | Yaoundé                                                                | Camerun                                                                | 1 – 0                                                                  | Moldavia                                                               | Amichevole                                                             | -                                                                      | 46’                                                                    |
| 23-6-2014                                                              | Brasilia                                                               | Brasile                                                                | 4 – 1                                                                  | Camerun                                                                | Mondiali 2014 - 1º turno                                               | -                                                                      |                                                                        |
| Totale                                                                 |                                                                        | Presenze                                                               | 41                                                                     |                                                                        | Reti                                                                   | 3                                                                      |                                                                        |

## Palmarès

### Club

#### Competizioni nazionali
- Coppa di Lega francese: 1

Nancy: 2005-2006
- Coppa di Francia: 1

Bordeaux: 2012-2013